# Zajączkowo (Kobylnica)
Zajączkowo (deutsch Sanskow) ist ein Dorf in der Gemeinde Kobylnica im Powiat Słupski (Kreis Stolp) der polnischen Woiwodschaft Pommern.

## Geographische Lage und Verkehrsanbindung
Zajączkowo liegt in Hinterpommern, etwa acht Kilometer südlich der Stadt Słupsk (Stolp) und fünf Kilometer südlich des Dorfs Kobylnica (Kublitz) an der Landesstraße 21 (droga krajowa nr. 21) Słupsk – Miastko (Rummelsburg), der ehemaligen Reichsstraße 125. 

## Geschichte
In einer alten Urkunde des Jahres 1301 erscheint das ehemalige Rittergut unter dem Namen Zaghincowe, 1453 als Zatzekowe, und 1453 war bereits der Ortsname Sanskow in Gebrauch. Das zugehörige Dorf war in Form eines kleinen Gassendorfs angelegt worden. Der pommersche Herzog Bogislaw X. bestätigte am Donnerstag vor dem 1. Fastensonntag des Jahres 1507 den Abschluss eines Tausch- und Kaufgeschäfts zwischen dem Gutsbesitzer Thomas Massow und Jürgen Stucke auf Sanskow. Im Rahmen dieser Vereinbarung ging das halbe Dorf Reblin, das bis dahin Massow besessen hatte, an Stucke und das gesamte Dorf Sanskow, das bis dahin Stucke besessen hatte, kam an die Massows. Sanskow war fortan ein Massowsches Lehen, und Kunsow und Sanskow gehörten nun etwa 150 Jahre lang zusammen. Nach dem Tod des Hauptmanns Erdmann Casimir Massow wurde das Gut Sanskow im Teilungsvergleich vom 17. November 1747 für 4.500 Reichstaler seinem Sohn, den Major Ewald Heinrich Massow, zugesprochen. Dieser verkaufte das Gut Sanskow erblich am 27. März 1773 für 7.300 Reichstaler an den Hauptmann Friedrich von Zitzewitz zu Brotzen, wodurch das Gut Sanskow in ein Zitzewitzsches Lehen umgewandelt wurde. Um 1784 gab es in Sanskow ein Vorwerk, vier Bauern, zwei Kossäten, einen Schulmeister und insgesamt 17 Haushaltungen. 1804 gehörte Sanskow zum Zitzewitzschen Familien-Majorat. Neben Dumröse im Kreis Stolp und Turzig im Landkreis Rummelsburg gehörte Sanskow zu den größten Gütern der Familie Zitzewitz. 1821 kaufte der Leutnant August Schmidt für 18.000 Taler das Gut Sanskow. 1869 saß der Rittmeister a. D. de l’ Homme de Courbière, Ehrenritter des Johanniter-Ordens, auf Sanskow. 1884 wird ein Baron de Courbière als Besitzer des Guts genannt und 1910 der Hauptmann a. D. René Baron de Courbiêre. 1924 war Walter Mickley Eigentümer des Guts, und 1938 besaß es Frau Charlotte Mickley.
Im Jahr 1825 standen in Sanskow 24 Wohngebäude. 1939 lebten hier 193 Personen in 39 Haushaltungen. 
Vor Ende des Zweiten Weltkriegs gehörte Sanskow zum Amtsbezirks Lossin im Landkreis Stolp, Regierungsbezirk Köslin, der Provinz Pommern. Die Gemeindefläche war 555 Hektar groß. Sanskow war der einzige Wohnort in der Gemeinde Sanskow. Außer dem 463 Hektar großen Gut gab es in Sanskow sieben landwirtschaftliche Betriebe.
Gegen Ende des Zweiten Weltkriegs wurde Sanskow am 7. März 1945 nach Kampfhandlungen von der Roten Armee besetzt. Am Vormittag desselben Tages hatten sich die Dorfbewohner im Treck auf die Flucht begeben; ihr Treck wurde jedoch schon am 8. März in Schwuchow von sowjetischen Truppen überrollt, und sie mussten zurückkehren. Im Dorf waren inzwischen Trecks mit etwa 700 Flüchtlingen aus Ostpreußen und Westpreußen eingetroffen. Der Gutsbesitzerin Charlotte Mickley war einige Tage zuvor die Flucht in den Westen gelungen. In der Folgezeit gab es im Dorf zahlreiche Übergriffe der sowjetischen Soldaten gegenüber den im Dorf anwesenden Zivilisten. Die sowjetischen Soldaten bewirtschafteten das Gut bis 1950, die Polen übernahmen erst ab 1947 Häuser und Bauernhöfe. In der Folgezeit wurde die gesamte Dorfbevölkerung nach und nach von den Polen vertrieben; eine Deportation erfolgte u. a. am 26. Mai 1952.
Später wurden in der Bundesrepublik Deutschland 89 und in der DDR 39 aus Sanskow gekommene Dorfbewohner ermittelt.

### Kirche
Die vor 1945 in Sanskow wohnhafte Bevölkerung war evangelisch. Im Jahr 1925 hatte Sanskow einen Einwohner ohne Konfessionszugehörigkeit.

### Schule
Vor 1945 verfügte Sanskow über eine Volksschule. Diese Schule war 1932 einstufig; ein einzelner Lehrer unterrichtete hier 58 Schulkinder.